# Владимир Долничар
Владимир Долничар – Руди (Шујица, код Доброве, 13. март 1919 — Белшка грапа, 18. март 1943), учесник Народноослободилачке борбе и народни херој Југославије.

## Биографија
Рођен је 1919. године у Шујици код Доброве, у сиромашној породици. Изучио је пекарски занат. Као шегрт укључио се у раднички покрет. Јануара 1941. био је примљен за члана Комунистичке партије Југославије.
Након окупације Југославије 1941, прикупљао је оружје и учествовао у организовању ћелија Ослободилачког фронта Словеније.
Крајем марта или почетком априла 1942. године, пребацио се у партизане и постао борац Доломитског одреда. Био је политички комесар чете, а затим и батаљона.
Одузео је себи живот 18. марта 1944. године да не би пао жив у руке непријатељу у борбама партизанских јединица с удруженим италијанско-немачко-домобранским јединицама током непријатељске офанзиве на Доломите.
Указом председника Федеративне Народне Републике Југославије Јосипа Броза Тита, 27. новембра 1953. године, проглашен је за народног хероја.
Владимров брат био је Иван Долничар (1921–2011), учесник НОБ-а и генерал-пуковник авијације ЈНА. Владимирова супруга, Зорка Реганцин, такође је проглашена за народног хероја Југославије.